# 春うらら (曲)
「春うらら」（はるうらら）は、田山雅充が自身ソロ歌手として、1976年2月26日にリリースしたデビュー・シングルである。
オリコンチャートでは週間最高16位だったが、21万枚を売り上げる自身最大のヒット曲となり
、また同年東京音楽祭など数々の音楽賞を獲得した。

## 収録曲
1. 「春うらら」
  - 作詞：最首としみつ／補作詞：中里綴／作曲：田山雅充／編曲：船山基紀
2. 「お嫁にいくんだってね」

## 主なカバー
- 都はるみ（1991年）アルバム「新しき装い」収録[2]。